# تشاد ماكونيل
تشاد ماكونيل (بالإنجليزية: Chad McConnell)‏ هو لاعب كرة قاعدة أمريكي، ولد في 13 أكتوبر 1970 في سو فولز في الولايات المتحدة.

## وصلات خارجية
- تشاد ماكونيل على موقعبيزبول رفرنس.كوم (الدوري الثانوي) (الإنجليزية)
- تشاد ماكونيل على موقع أوليمبيديا (الإنجليزية)